# صلهبة (عبس)
صلهبة هي إحدى قرى عزلة البتارية بمديرية عبس التابعة لمحافظة حجة، بلغ تعداد سكانها 655 نسمة حسب تعداد اليمن لعام 2004.